# Andrzej Żyromski
Andrzej Żyromski – polski inżynier, dr hab. nauk rolniczych, profesor zwyczajny Wydziału Inżynierii Kształtowania Środowiska i Geodezji Uniwersytetu Przyrodniczego we Wrocławiu.

## Życiorys
W 1974 ukończył studia melioracji wodnej w Akademii Rolniczej we Wrocławiu, 6 lipca 1982 obronił pracę doktorską na temat kształtowania się zasobów wodnych gleby pod wpływem czynników meteorologicznych. 23 października 2001 habilitował się na podstawie pracy zatytułowanej – Czynniki agrometeorologiczne, a kształtowanie się zasobów wody w glebie lekkiej z podsiąkiem wód gruntowych w okresie wiosennym. 
4 marca 2015 nadano mu tytuł profesora w zakresie nauk rolniczych. 